# 科苏特奖
科苏特奖是匈牙利文学艺术最高奖。该奖以匈牙利政治家、革命家科苏特·拉约什命名，由匈牙利国民议会于1948年设立，以纪念匈牙利1848年革命一百周年。
该奖授予在科学、艺术、文学以及在社会主义建设取得杰出成就的人士。1963年起，该奖只在文学艺术领域颁奖。该奖由匈牙利总统授予。